# Papa Marcos
São Marcos, Papa ou Papa São Marcos (em latim, Marcus) foi Papa entre 18 de janeiro de 336 até 7 de outubro de 336. É tido por romano, mas pouco se conhece da sua vida. Foi consagrado em 18 de janeiro de 336, e faleceu em 7 de outubro do mesmo ano.
Crê-se que as mais antigas listas conhecidas de bispos e mártires ("Depositio episcoparum" e "Depositio martyrum") começaram a ser compiladas no seu pontificado. Instituiu o pálio, tecido com lã branca de cordeiro e com cruzes negras e fez o primeiro calendário com as festas religiosas. Mandou construir as basílicas de São Marcos e de Santa Balbina. Marcos também emitiu uma constituição que confirma o poder do bispo de Óstia para benzer papas recém-eleitos. Morreu de causas naturais e foi enterrado na Catacumbas de Balbina, onde ele tinha construído o cemitério da igreja. Sua festa é em 7 de outubro.